# Erich Priebke
Erich Priebke (ur. 29 lipca 1913 w Hennigsdorfie, zm. 11 października 2013 w Rzymie) – niemiecko-włoski zbrodniarz nazistowski, szef Gestapo w Brescii, odpowiedzialny za wykonanie egzekucji 335 Włochów w 1944.

## Życiorys
W 1933 wstąpił do NSDAP. Wstąpił również do SS, gdzie dosłużył się stopnia SS-Hauptsturmführera. W 1943 został szefem Gestapo w Brescii.
Kiedy 23 marca 1944 33 niemieckich żołnierzy z batalionu SS zginęło po tym, jak zostali zaatakowani przez włoskich partyzantów na via Rasella w Rzymie, Adolf Hitler miał nakazać zabicie 10 Włochów za każdego zabitego Niemca. Ówczesny szef Gestapo w Rzymie, Herbert Kappler, przekazał Priebkemu listę 320 więźniów przeznaczonych do egzekucji. Po śmierci 33. niemieckiego żołnierza dopisał jeszcze 10 więźniów. Następnego dnia Priebke wraz z Karlem Hassem przewiózł więźniów do nieczynnych kamieniołomów koło Rzymu. Tam więźniów stracono przez rozstrzelanie. Na miejscu okazało się, że przewieziono o pięciu więźniów więcej, niż przewidziano, zostali jednak również zabici. Pluton egzekucyjny składał się z żołnierzy, z których większość nie brała wcześniej udziału w wykonywaniu takich wyroków, dlatego Kappler polecił im wypicie koniaku celem ukojenia nerwów. Jeden z żołnierzy mimo wszystko nie chciał brać udziału w egzekucji, lecz został siłą zaciągnięty na miejsce przez samego Priebkego.
Po wojnie Priebke, aby się uratować, przyjął katolicyzm i skontaktował się z biskupem Aloisem Hudalem (o którym słyszał, że pomaga w ucieczkach do Ameryki Południowej); przerzucony przez stworzoną m.in. przez Reinharda Koppsa sieć "Ratline"; mieszkał pod swoim prawdziwym nazwiskiem w Argentynie, w San Carlos de Bariloche, o czym cały czas wiedziały służby powstałej w 1949 RFN. Żył tam nie niepokojony przez nikogo do 1994, kiedy udzielił wywiadu amerykańskiej telewizji ABC. W wywiadzie otwarcie mówił o swojej roli w egzekucjach, twierdząc, że tylko wykonywał rozkazy Kapplera. Nie wyraził skruchy. Włochy wniosły o jego ekstradycję, ale proces był opóźniany przez adwokatów Priebkego. Został jednak wydalony w 1995 i osadzony w areszcie. Przed sądem Priebke nie przyznał się do winy, ponownie uzasadniając swoje działania wykonywaniem rozkazu. W 1996 został uniewinniony, co wywołało oburzenie we Włoszech i na świecie. Prokuratura odwołała się od wyroku i w 1998 uzyskała korzystny dla siebie wyrok: sąd apelacyjny skazał Priebkego na karę dożywotniego pozbawienia wolności. Z powodu podeszłego wieku wyrok został złagodzony i przebywał w częściowym areszcie domowym (mógł m.in. wychodzić do sklepów i restauracji).

## Odznaczenia
- Medal Pamiątkowy 1 października 1938[4]